# Hohe Schanze

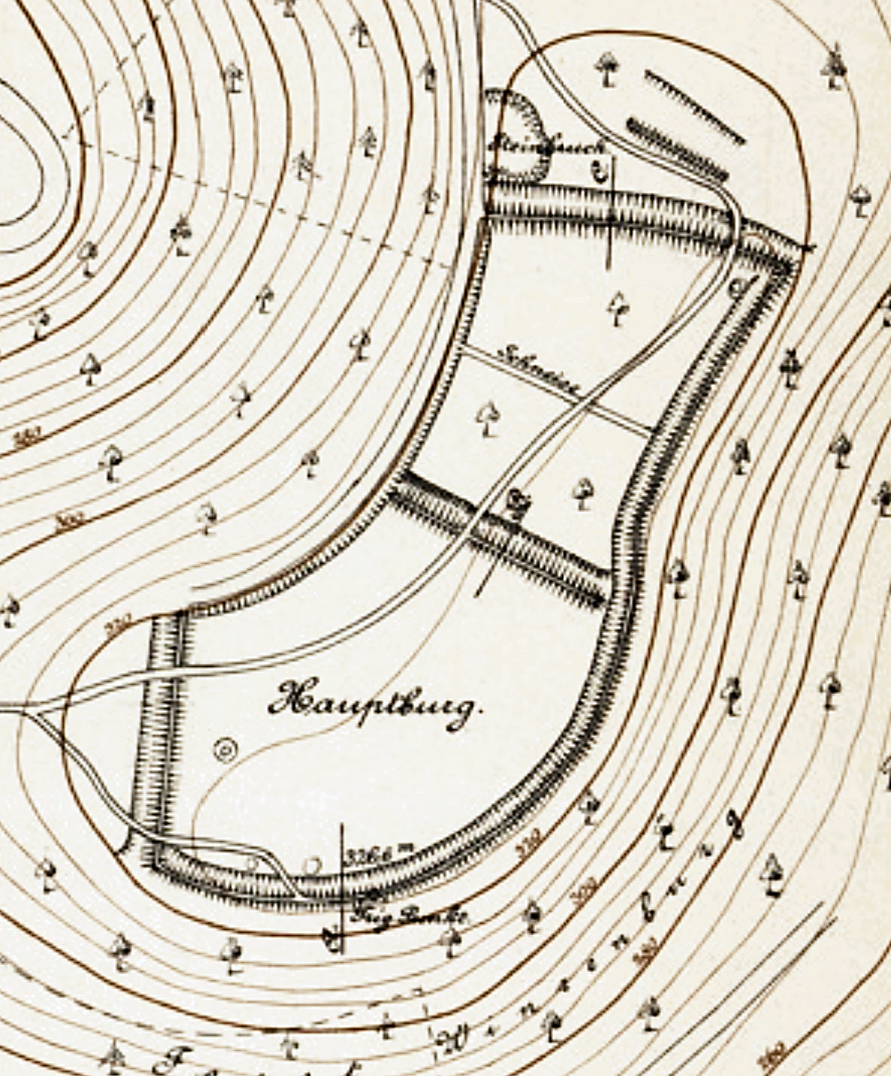
Lageskizze der Hohe Schanze von Carl Schuchhardt um 1916

Die Hohe Schanze ist ein 326 m hoher Berg mit einer frühmittelalterlichen Burg am Rennstieg bei Winzenburg im südlichen Sackwald im Landkreis Hildesheim in Niedersachsen.

## Beschreibung
Die Hohen Schanze ist eine große, mehrteilige Abschnittsbefestigung mit gut erhaltenen Wall-Graben-Befestigungen. Insgesamt vier Wall-Graben-Anlagen zerteilen einen von Norden nach Westen umbiegenden Sporn in einzelne Abschnitte. Die nordöstlichste Befestigungslinie ist der vorrömischen Eisenzeit zuweisen, eine Wiederverwendung im Mittelalter ist nicht erwiesen. Die mittelalterliche Hauptburg befand sich nicht auf der vordersten Bergzunge, sondern zwischen dem westlichen und mittleren Wall, da der westliche Wall einen Außengraben aufweist. Im Südosten ist der Sporn auch mit einer Randbefestigung versehen. 1895 hat Carl Schuchhardt am mittleren Abschnittswall einen Tordurchlass ergraben, der durch eine Trockenmauer flankiert wurde. Ein Zangentor mit Holzwangen wurde am Nordwall erfasst. Eine am Westwall dokumentierte Steinsetzung wird vom Ausgräber als Turmfundament interpretiert. Am Ostrand der Hauptburg wurden zwischen Mittel- und Westwall die Grundmauern einer Kapelle aufgefunden. Südlich davon wurden die Schwellbalkenfundamente von Holzhäusern erfasst. Eine Besiedlung der Vorburg ist bislang nicht bekannt.
Vorhanden und gut sichtbar sind noch Wallreste, die aber stellenweise von Gebüsch und Sträuchern bedeckt sind. Die Burg ist Besuchern über den Historischen Lehrpfad mit zehn Informationstafeln erschlossen, z. B. am Zangentor oder bei den Fundamentrekonstruktionen. Diese beruhen auf Ausgrabungen der Jahre 1960 bis 1964, deren Ergebnisse mittlerweile angezweifelt werden.

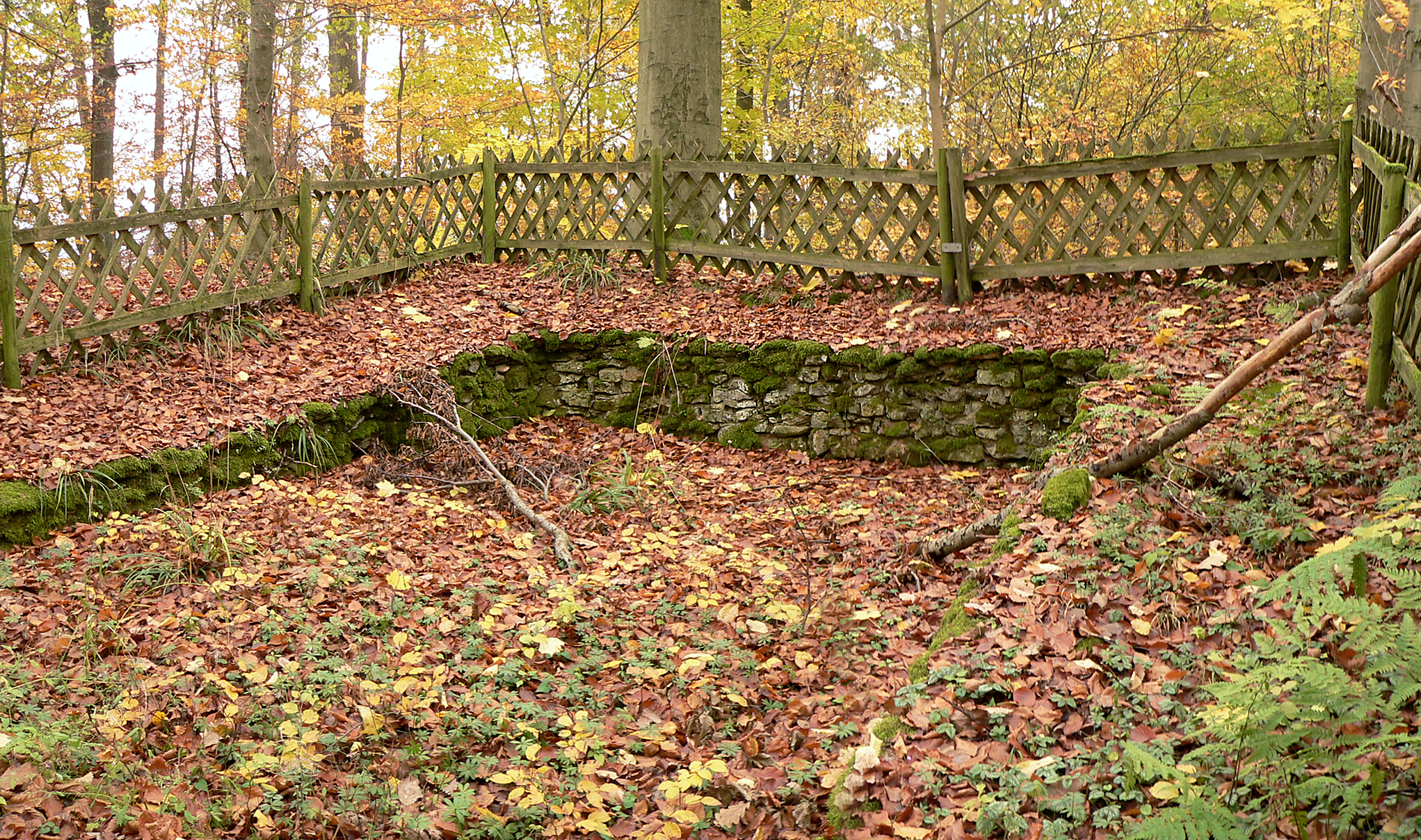
Fundament eines Turmes
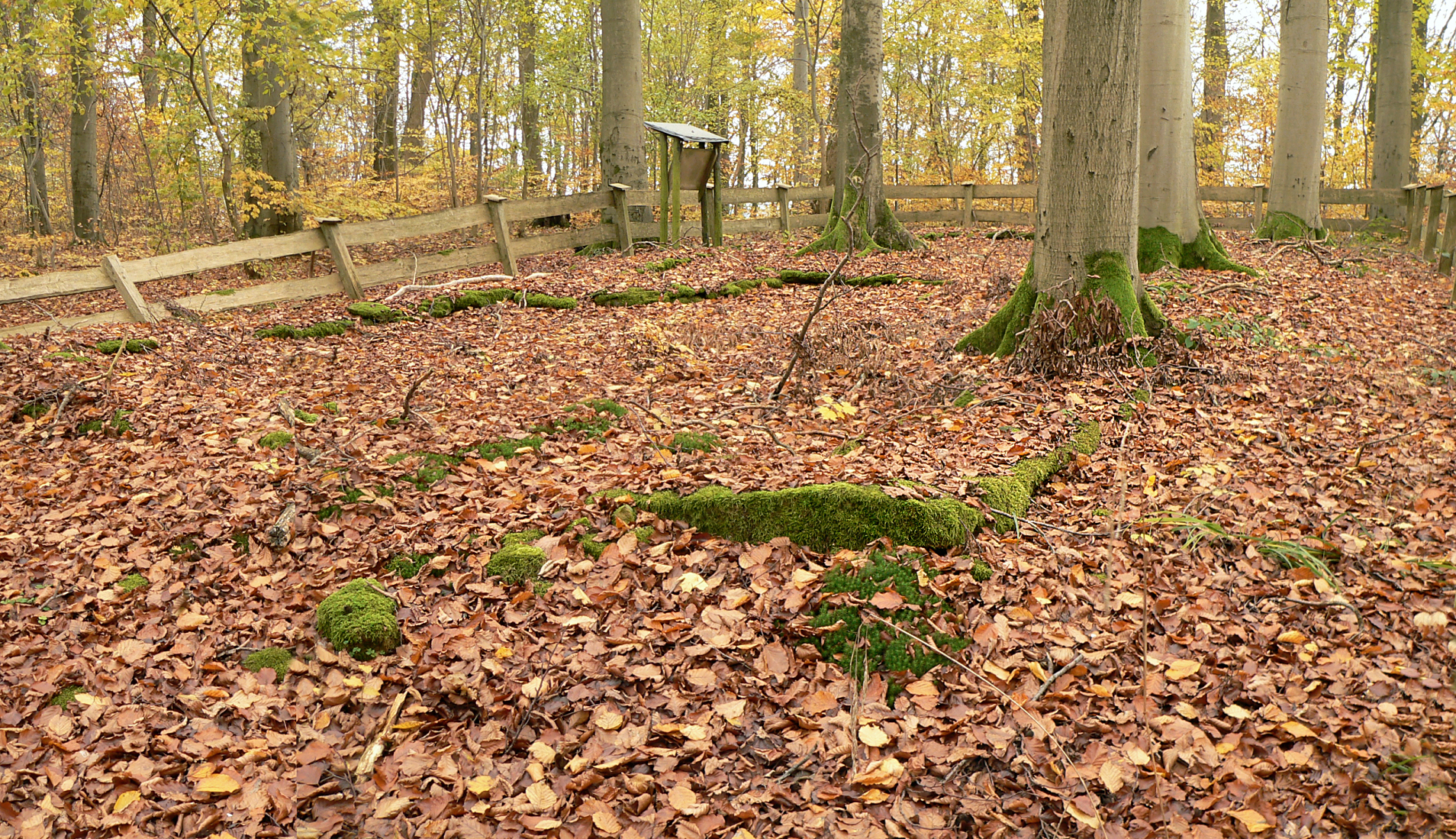
Fundament einer Kapelle
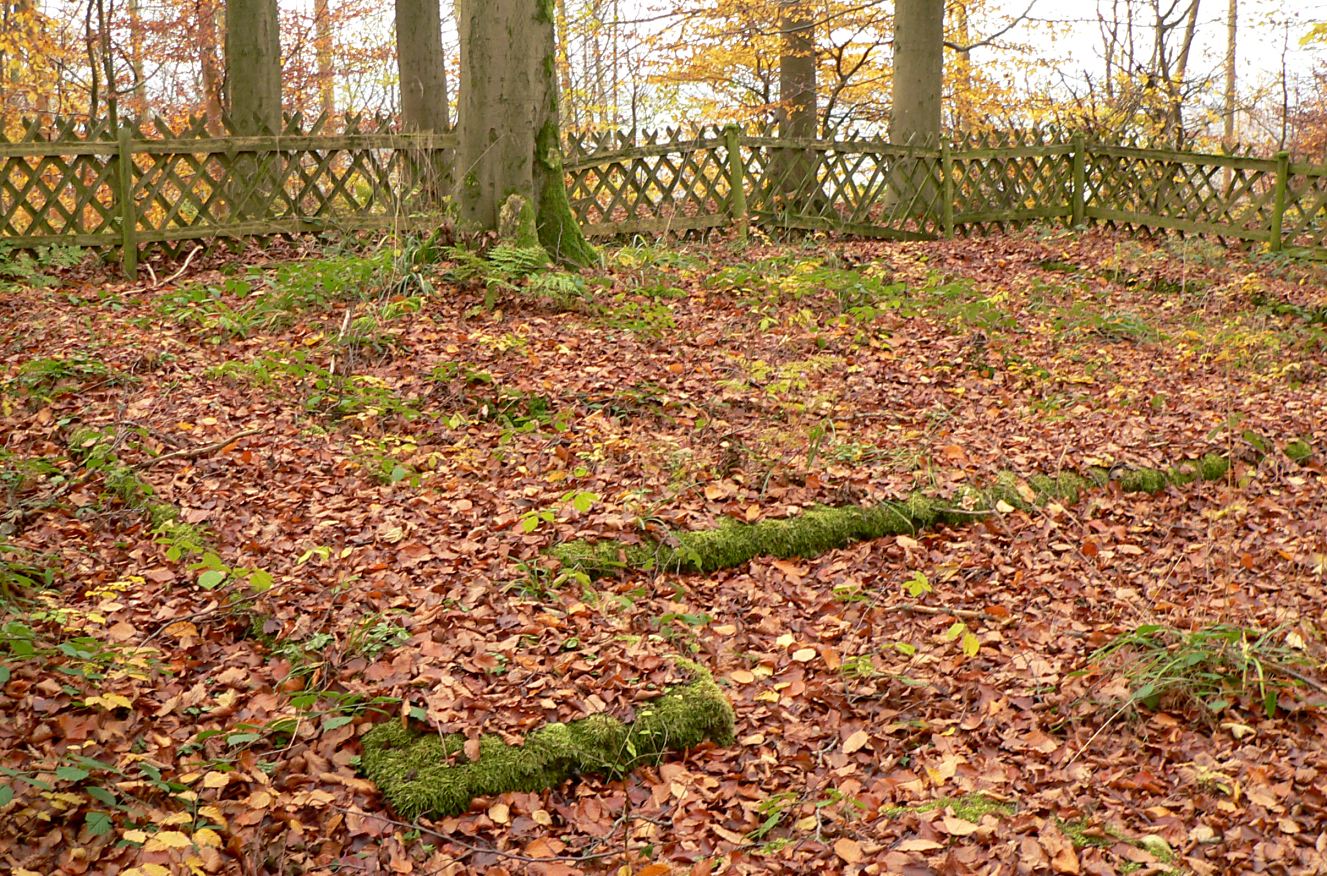
Fundament eines Blockhauses
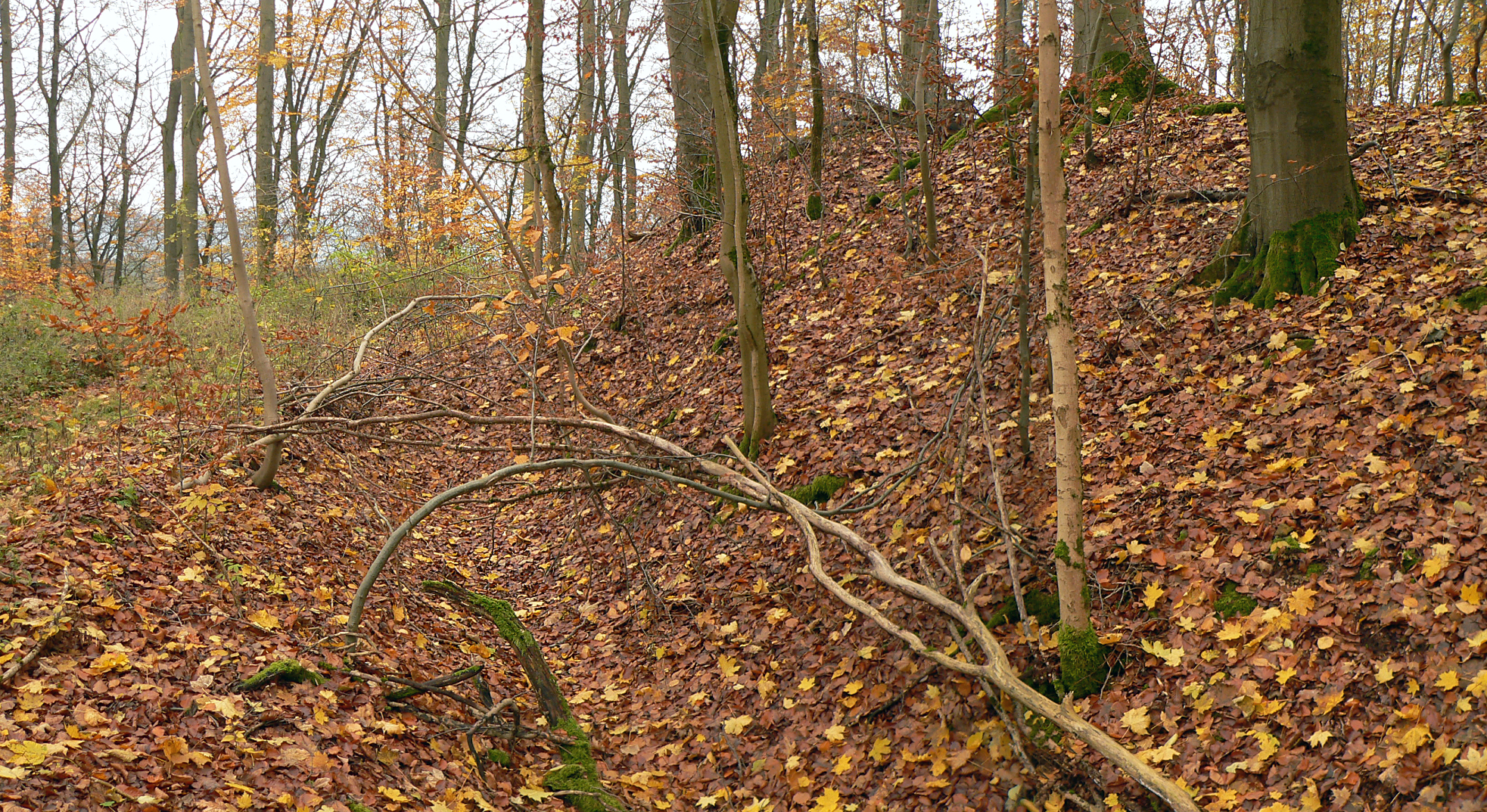
Außenwall mit vorgelagertem Graben

## Einordnung
Zu dieser Befestigungsanlage ist keine historische Überlieferung bekannt. Ihre Erbauung wird dem in diesem Raum begüterten Geschlecht der Immedinger zugewiesen, von denen ein Graf Ricdag 873 das Kloster Lamspringe gegründet haben soll. Allerdings wird dies auch in Frage gestellt, weil die Hohe Schanze damals wie der gesamte Raum um Winzenburg im Einflussbereich des Hildesheimer Bischofs lag.
Um das Jahr 2021 führte das Niedersächsische Landesamt für Denkmalpflege ein Forschungsprojekt zu der Anlage durch. Dabei wurde festgestellt, dass es sich um eine Befestigung des 10.–12. Jahrhunderts handelt und nicht, wie ursprünglich angenommen, um eine Missionsstation des 8. und 9. Jahrhunderts.

## Name
Die Anlage erhielt die Bezeichnung Hohe Schanze erst im 18. Jahrhundert, vorher wurde sie die Alte Burg oder Ohlenburg bezeichnet. Der heutige Name der Burg leitet sich von dem Berg „Hohe Schanze“ ab, auf dem sie steht. Der Name könnte aber auch auf die Befestigungsanlage der Burg als Schanze hinweisen. Unterschiedliche Quellen nennen auch die Namen Oldenburg, Ohlenburg oder Olenborg.

## Befestigungsanlagen in der Nähe
- Eringaburg
- Burg Greene
- Burg Hausfreden
- Dörhai
- Tiebenburg
- Läsekenburg
- Burg Winzenburg
- Ohlenburg
- Gartenkamp

Dörhai, Burg Winzenburg, Gartenkamp und die Tiebenburg liegen in unmittelbarer Nähe nur wenige hundert Meter von der Hohen Schanze entfernt.